# Himalopsyche diehli
Himalopsyche diehli är en nattsländeart som beskrevs av Malicky 1971. Himalopsyche diehli ingår i släktet Himalopsyche och familjen rovnattsländor. Inga underarter finns listade i Catalogue of Life.